# الطبقة العمادية

رسم تخطيطي للهيكل الداخلي لورقة

الطبقة العمادية هي طبقة من الخلايا النباتية البرنشيمة التي تقع داخل الأوراق، أسفل البشرة العليا والجلد. بعبارات أبسط، تُعرف باسم الخلايا الورقية. وهي ممدودة عموديًا، بشكل مختلف عن الخلايا الإسفنجية الموجودة تحتها. تمتص البلاستيدات الخضراء الموجودة في هذه الخلايا جزءًا كبيرًا من الطاقة الضوئية التي تستخدمها الورقة. تحدث خلايا العمادية في النباتات ثنائية الفلقة، وكذلك في أحاديات الفلقة ذات العروق الشبكية، اللوفية و ديسقورية.

## بنية
تحتوي الخلايا العمادية على أكبر عدد من البلاستيدات الخضراء لكل خلية، مما يجعلها الموقع الأساسي لعملية التمثيل الضوئي في أوراق تلك النباتات التي تحتوي عليها، وتحويل الطاقة في الضوء إلى الطاقة الكيميائية للكربوهيدرات.
تحت خلايا العمادية توجد الخلايا الإسفنجية، والتي تقوم أيضًا بعملية التمثيل الضوئي. إنها خلايا غير منتظمة الشكل بها العديد من الفراغات بين الخلايا التي تسمح بمرور الغازات.